# ليزا هوب
ليزا هوب (بالإنجليزية: Lisa Hopp)‏ هي ممرضة أمريكية، ولدت في 21 أكتوبر 1956.